# Шомракова, Инга Александровна
И́нга Алекса́ндровна Шомрако́ва (28 сентября 1932, Ленинград — 19 марта 2022, Санкт-Петербург) — советский и российский книговед, библиографовед, историк книги, педагог, доктор филологических наук, профессор Санкт-Петербургского государственного института культуры.

## Биография
Инга Александровна Шомракова родилась 28 сентября 1932 года в Ленинграде в семье военного моряка.
Во время Великой Отечественной войны находилась в эвакуации в Горьковской области.
В 1950 году с серебряной медалью окончила школу в городе Советская Гавань Хабаровского края. В том же году вместе с семьёй возвратилась в Ленинград и стала работать помощником библиотекаря отдела каталогов (временно) в Государственной ордена Трудового Красного Знамени публичной библиотеке РСФСР имени М. Е. Салтыкова-Щедрина, с 1951 года принята в штат библиотеки в отдел фондов и обслуживания, с 02.07.1956 работала в должности библиотекаря, а с 07.10.1957 по 15.12.1962 — в должности библиографа. В период работы в библиотеке постоянно работала в группе «Печатные карточки», занимавшейся рекаталогизацией библиотечных фондов.
В 1951 году поступила на вечернее отделение филологического факультета Ленинградского государственного педагогического института имени А. И. Герцена, которое окончила в 1956 году.
В 1962 году поступила в аспирантуру Ленинградского государственного института культуры имени Н. К. Крупской, с 1965 года — ассистент кафедры библиографии ЛГИК имени Н. К. Крупской.
Кандидат филологических наук (1966), доцент (1969).
В 1986 году защитила диссертацию на соискание учёной степени доктора филологических наук.
Разработала и читала курсы по истории книги и книжному делу в России и за рубежом, книжному бизнесу на современном этапе развития.
В 1989—2008 годах — заведующая кафедрой библиографоведения и книговедения Санкт-Петербургского государственного университета культуры и искусств, затем занимала должность профессора кафедры. Также в течение многих лет являлась учёным секретарём Совета по защите кандидатских и докторских диссертаций по научной специальности «Библиотековедние, библиографоведение и книговедение».
Умерла 19 марта 2022 года в Санкт-Петербурге.

## Награды и почётные звания
- Заслуженный работник высшей школы Российской Федерации — за заслуги в научной работе, значительный вклад в дело подготовки высококвалифицированных специалистов (1999)[3]
- медаль «Ветеран труда»
- медаль «В память 300-летия Санкт-Петербурга»

## Научные работы
- Всеобщая история книги (в соавторстве с И. Е. Баренбаумом)
- Государственное издательство РСФСР и проблемы становления и развития книжного дела (1918—1930 гг.) (диссертация на соискание учёной степени доктора филологических наук)
- Евгений Александрович Ляцкий — издатель Русского Зарубежья (по архивным материалам)
- Книга Русского Зарубежья (из истории книжной культуры XX в.) (в соавторстве с П. Н. Базановым)
- Петроградские-ленинградские издательства художественной литературы в 1917—1930 гг. (диссертация на соискание учёной степени кандидата филологических наук)
- Цель — развитие русской науки и культуры за пределами России

## Семья
- Отец — Абрам Елизарович Шомраков (Шамраков, при рождении Шомракович, 1907—1973)[4][5], уроженец Балты, военный моряк, капитан I ранга, кавалер орденов Ушакова II ст. и Нахимова II ст., во время Великой Отечественной войны командовал эсминцем «Гордый»[6][7][8]; репрессирован в 1949 году, приговорён ОСО при МГБ СССР 2 декабря 1950 года на 10 лет спецпоселения, реабилитирован в 1956 году[9].
- Мать — Елена Сергеевна Самохина (1906—1966), филолог, библиограф, старший преподаватель кафедры иностранных языков Ленинградского кораблестроительного института; в 1951—1952 гг. работала в Государственной публичной библиотеке им. М. Е. Салтыкова-Щедрина[10].
- Муж — Вилли Александрович Петрицкий (1931—2022), философ, культуролог, библиофил, доктор философских наук, профессор, заслуженный работник культуры Российской Федерации.

## Интересные факты
Инга Шомракова — автор 150 опубликованных работ по книговедению, известных не только специалистам, но и широкому кругу сотрудников российских и зарубежных библиотек.